# Allocosa mirabilis
Allocosa mirabilis este o specie de păianjeni din genul Allocosa, familia Lycosidae. A fost descrisă pentru prima dată de Strand, 1906.
Este endemică în Etiopia. Conform Catalogue of Life specia Allocosa mirabilis nu are subspecii cunoscute.